# Diocesi di Vissalsa
La diocesi di Vissalsa (in latino: Dioecesis Vissalsensis) è una sede soppressa e sede titolare della Chiesa cattolica.

## Storia
Vissalsa, nell'odierna Algeria, è un'antica sede episcopale della provincia romana della Mauritania Cesariense.
Unico vescovo conosciuto di questa diocesi africana è Saturnino, il cui nome appare al 113º posto nella lista dei vescovi della Mauritania Cesariense convocati a Cartagine dal re vandalo Unerico nel 484; Saturnino era già deceduto all'epoca della redazione di questa lista.
Dal 1933 Vissalsa è annoverata tra le sedi vescovili titolari della Chiesa cattolica; dal 3 gennaio 2011 il vescovo titolare è Neal James Buckon, vescovo ausiliare dell'ordinariato militare negli Stati Uniti d'America.

## Cronotassi

### Vescovi residenti
- Saturnino † (prima del 484)

### Vescovi titolari
- Frank Henry Greteman † (14 aprile 1965 - 15 ottobre 1970 nominato vescovo di Sioux City)
- Antonino Catarella † (29 ottobre 1970 - 8 gennaio 1971 dimesso)
- Angelo Cella, M.S.C. † (26 luglio 1975 - 6 giugno 1981 nominato vescovo di Veroli-Frosinone e di Ferentino)
- Adrian Thomas Smith, S.M. (19 febbraio 1983 - 3 dicembre 1984 nominato arcivescovo di Honiara)
- Alojzy Orszulik, S.A.C. † (8 settembre 1989 - 25 marzo 1992 nominato vescovo di Łowicz)
- Bernard Bober (28 dicembre 1992 - 4 giugno 2010 nominato arcivescovo di Košice)
- Neal James Buckon, dal 3 gennaio 2011